# Квітковий годинник у Києві
Квітковий годинник — великий квітковий годинник на вулиці Інститутській відкритий 24 серпня 2009 року.
Загальний розмір квіткового витвору становив 19,5 м, діаметр циферблату — 16,5 м, а довжина хвилинної та годинної стрілок відповідно дорівнювала 7 і 4 метрам. Часовий механізм київському квітниковому годиннику подарував Единбург — місто побратим у Шотландії. Квітуче диво було презентовано на схилі вулиці Інститутської 23 серпня, до річниці Незалежності України. На його створення було використано 50 тисяч квітів, половина з яких утворювала фонове панно, а інша — сам квітковий годинник. То були бегонії, хризантеми, верес, колеус, каланхое, бархатці та багато інших рослин.
До Дня Незалежності у 2010 році образ годинника знову змінили. Тепер вже на тему народної вишивки, оскільки святкова виставка квітів на Співочому полі мала назву «Ріка вишиванок». Це була третя зміна зовнішності годинника за 2 роки, і кожного разу вигляд клумби вражав своєю красою та вишуканістю. Особливістю нового дизайну став український рушник, який квітами висадили навколо циферблату. На виготовлення рушника пішло 80 тисяч різноманітних квітів, серед яких колеус, сині петунії, червоні бегонії, ахерантес та зелена аурея.